# ماکس آمان
ماکس آمان (به آلمانی: Max Amann) (۲۴ نوامبر ۱۸۹۱–۳۰ مارس ۱۹۵۷) سیاستمدار آلمانی و رئیس رسانه و مطبوعات رایش سوم بود. وی به عنوان مسئول مطبوعات حزب ناسیونال سوسیالیست کارگران آلمان کتاب نبرد من آدولف هیتلر را به انتشار رساند.

## زندگی
ماکس آمان روز ۲۴ نوامبر سال ۱۸۹۱ در یک خانواده کاتولیک در مونشن زاده شد. دوران مدرسه در همین شهر گذراند. آمان تمامی طول جنگ جهانی اول را در یک تیپ پیاده‌نظام بایرن گذراند و گروهبان گروهان محل خدمت آدولف هیتلر بود. در طول جنگ نشان درجه دو صلیب آهنین را دریافت کرد. آمان به یکی از نخستین پیروان هیتلر بدل گشت. آمان سال ۱۹۲۱ مدیر ارشد امور مالی حزب ناسیونال سوسیالیست کارگران آلمان و پس از سال ۱۹۲۲ مسئول انتشارات این حزب شد. او عنوان کتابی را که هیتلر در سال ۱۹۲۳ در زندان به تحریر درآورد، از «چهار و نیم سال نبرد علیه دروغ‌ها، حماقت و بزدلی» به «نبرد من» تغییر داد و آن را به انتشار رساند. آمان همچنین ناشر فولکیشر بئوباختر، روزنامه حزب بود. هیتلر ماه نوامبر سال ۱۹۳۳ او را به عنوان راییشس‌لایتر (رهبر) تمامی مطبوعات حزب ناسیونال سوسیالیست و رئیس اتاق مطبوعات رایش برگزید. ماکس آمان روز ۳۰ مارس سال ۱۹۵۷ در مونشن درگذشت.